# 福建教育电视台
福建教育电视台（FETV）是中华人民共和国福建省一家以各类教育节目为主要播出内容的省级专业电视台，于1995年筹建、同年底以“福建有线电视台教育频道”名义进行试播，1998年2月经广电部审查登记后正式批准成立，为福建省教育厅直属正处级事业单位。
福建教育电视台早期与福建省电化教育馆合署辦公，实行“一套人马、两块牌子”的管理模式；二者2002年1月起各自独立运作。目前福建教育电视台的主要栏目有《福建教育报道》、《乡约科普》等。

## 频道列表

### 现有频道
| 頻道名稱     | 语言   | 广播格式                    | 啟播時間                               | 頻道口號                       | 频道前身               | 備註 | 備註 |
| 教育教学频道 | 普通話 | SD: PAL 576i 16:9 HD: 1080i | 标清：1995年 高标清16:9同播：2021年7月 | 倾听花开的声音，看见成长的力量 | 福建有线电视台教育频道 |      |      |

### 停播频道
| 頻道名稱     | 语言   | 广播格式         | 啟播時間 | 頻道口號 | 频道前身 | 備註                                   | 備註 |
| 家庭教育频道 | 普通話 | SD: PAL 576i 4:3 | 2005年   |          |          | 福建省内覆盖的付费电视频道，2015年停播 |      |